# Mithridates III av Kommagene
Mithridates III av Kommagene, död 12 f.Kr., var regerande kung av Kommagene mellan 20 f.Kr. och 12 f.Kr.